# Langkopfwespen
Die Langkopfwespen (Dolichovespula) sind eine Gattung innerhalb der Familie der Faltenwespen (Vespidae). Ihre Arten zählen, neben den ähnlichen Kurzkopfwespen (Vespula) und den Hornissen (Vespa), zu den Echten Wespen (Vespinae).

## Merkmale

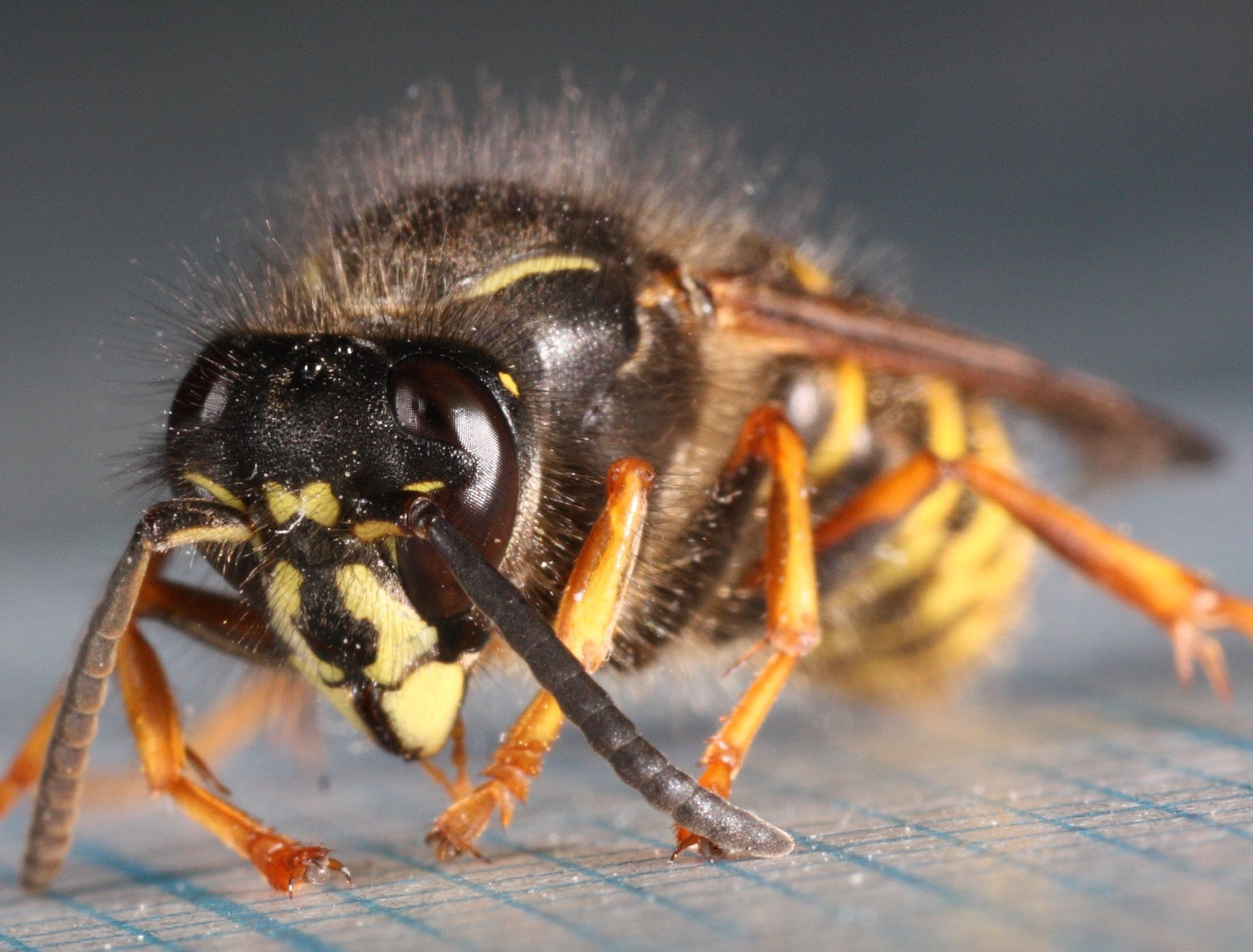
Die für Langkopfwespen typischen „Wangen“ zwischen dem unteren Augenrand und dem Ansatz der Mandibeln am Beispiel der Sächsischen Wespe (Dolichovespula saxonica).

Von den Kurzkopfwespen (Vespula) und den Hornissen (Vespa) unterscheidet die Gattung eine jeweils an beiden Seiten seitlich am Prothorax verlaufende gelbe, bei nordamerikanischen Arten auch weiße Längslinie, die bereits direkt hinter dem Kopf beginnt. Dieses Merkmal ist jedoch manchmal nicht ausgebildet, weswegen nur sein Vorhandensein eine eindeutige Abgrenzung ermöglicht.
Wesentliches Unterscheidungsmerkmal der Langkopfwespen von den ähnlichen Kurzkopfwespen ist ein ausgeprägterer Abstand zwischen dem unteren Augenrand und dem Ansatz der Mandibeln, was eine Streckung der Kopfkapsel zur Folge hat (deutlich ausgeprägte Genae oder Wangen).
Die Gattung umfasst relativ friedfertige Arten, deren Völker sich verhältnismäßig rasch entwickeln.

## Arten und ihre Verbreitung
Weltweit sind 23 Arten bekannt, die in der Holarktis und Orientalis verbreitet sind. Sechs Arten, wie etwa die weißgezeichnete Kahlgesichtige Wespe (Dolichovespula maculata), kommen in Nordamerika vor, in Europa sind es sieben, von denen wiederum sechs in Mitteleuropa heimisch sind.
Europa
- Falsche Kuckuckswespe (Dolichovespula adulterina (du Buysson, 1905)) – lebt als Sozialparasit der Sächsischen Wespe
  - Dolichovespula adulterina montivaga Yamane, 1982[5] – lebt als Sozialparasit der Sächsischen Wespe in Japan
- Mittlere Wespe (Dolichovespula media (Retzius, 1783))
- Norwegische Wespe (Dolichovespula norwegica (Fabricius, 1781)) (syn. D. albida (Sladen, 1918) sowie weitere 6 Synonyme[6])
- Waldkuckuckswespe (Dolichovespula omissa (Bischoff, 1931)) – lebt als Sozialparasit der Waldwespe
- Sächsische Wespe (Dolichovespula saxonica (Fabricius, 1793))
- Waldwespe (Dolichovespula sylvestris (Scopoli, 1763)) (syn. D. xinjiangensis Lee, 1986,[7] Vespa silvestris var. sumptuosa du Buysson, 1905[8])
- Dolichovespula pacifica (Birula, 1930) (syn. Dolichovespula loekenae Eck, 1980) – nur Nordeuropa (Skandinavien)

Weitere Arten
- Dolichovespula alpicola Eck, 1984 – Nordamerika
- Dolichovespula arctica (Rohwer, 1916) – Nordamerika[9][10]
- Dolichovespula arenaria (Fabricius, 1775) – Nordamerika
- Dolichovespula asiatica Archer, 1981 – Kasachstan, Usbekistan, Turkmenistan, Afghanistan, Pakistan, Indien, Mongolei, China
- Dolichovespula baileyi Archer, 1987 – China
- Dolichovespula carolina (Linnaeus, 1767)
- Dolichovespula flora Archer, 1987 – Myanmar, China
- Dolichovespula kuami Kim, 1996 – Südkorea
- Dolichovespula lama (du Buysson, 1903) – Indien, China
- Dolichovespula maculata (Linnaeus, 1763) – Nordamerika
- Dolichovespula norvegicoides (Sladen, 1918) – im Norden Nordamerikas bis Kanada, Alaska und weiter südlich entlang der Gebirgsketten
- Dolichovespula panda Archer, 1980 – China
- Dolichovespula stigma Lee, 1986 (syn. Dolichovespula sinensis Archer, 1987) – China
- Dolichovespula xanthicincta Archer, 1980 – Bhutan, Myanmar, China